# K. Beringen FC
Koninklijke Beringen Football Club, zkráceně K. Beringen FC, byl belgický fotbalový klub se sídlem v Beringenu. V roce 2002 zanikl sloučením. Měl červeno-černé dresy.

## Historie
Klub vznikl v roce 1924 jako Cercle Sportif Kleine Heide. Členem svazu se stal roku 1925 a dostal matriční číslo 522. Roku 1926 se přejmenoval na Beeringen FC. Roku 1951 získal klub přívlastek "královský".
Klub hrál 1. ligu v letech 1950–51, 1952–53, 1955–57, 1958–1960, 1962–70, 1972–82 a 1983–84. V roce 1964 skončil tým na 2. místě.
Nakonec se K. Beringen FC v roce 2002 spojil s KVV Vigor Beringen (matriční číslo 330). Sloučený klub pokračoval jako KVK Beringen s matričním číslem 330.

## Úspěchy
- 1. belgická liga:
  - 2. místo (1): 1963–64